# Commission allemande d'armistice
La Commission allemande d'armistice (Waffenstillstandskommission ou WAKO) est la commission chargée de l'application et du contrôle de la convention de l'armistice du 22 juin 1940 entre la France et l'Allemagne nazie (article 22 de la convention),.

## Historique
Basée à Wiesbaden dans le Sud-Ouest de l'Allemagne (d'où son nom quelquefois de Commission d'armistice de Wiesbaden), elle est sous l'autorité du Haut Commandement allemand. Elle est dirigée par le général Carl-Heinrich von Stülpnagel jusqu'en février 1941 puis par le général Oskar Vogl.
Cette commission traite, au travers de nombreuses sous-commissions, de tous les sujets liés à la fin des combats et à l'occupation allemande en France :
- démobilisation de l'Armée ;
- industrie de l'armement ;
- prisonniers de guerre ;
- transport ;
- transmissions ;
- matières premières ;
- ligne de démarcation ;
- etc.

La principale est la Délégation économique, dirigée par le diplomate allemand Hans Richard Hemmen. À l'origine, elle devait surtout s'occuper des frais d'occupation de l'Armée allemande mais est surtout utilisée par les Allemands pour exploiter et adapter l'économie de la France aux besoins du Reich.
Une délégation, nommée par le gouvernement français, représente les intérêts de la France au siège de cette commission et « reçoit les ordres d’exécution de la commission allemande d’armistice. » (suivant l'article 22). Elle est dirigée par le général Charles Huntziger jusqu'en septembre 1940 puis par le général Paul-André Doyen jusqu'en 1941. Cette délégation n'a donc que peu de pouvoir face aux membres allemands de la Commission, se contentant souvent de rapporter les doléances françaises.
La commission d'armistice perd de son influence avec le retour de Pierre Laval au gouvernement en 1942, les négociations passant alors directement par Vichy. Elle rentre aussi en concurrence avec d'autres organismes allemands comme la Section économique de l'administration militaire allemande de la France occupée, dirigée par Elmart Michel à la tête de plus de 1 000 fonctionnaires.

## Membres de la délégation française
Liste non exhaustive

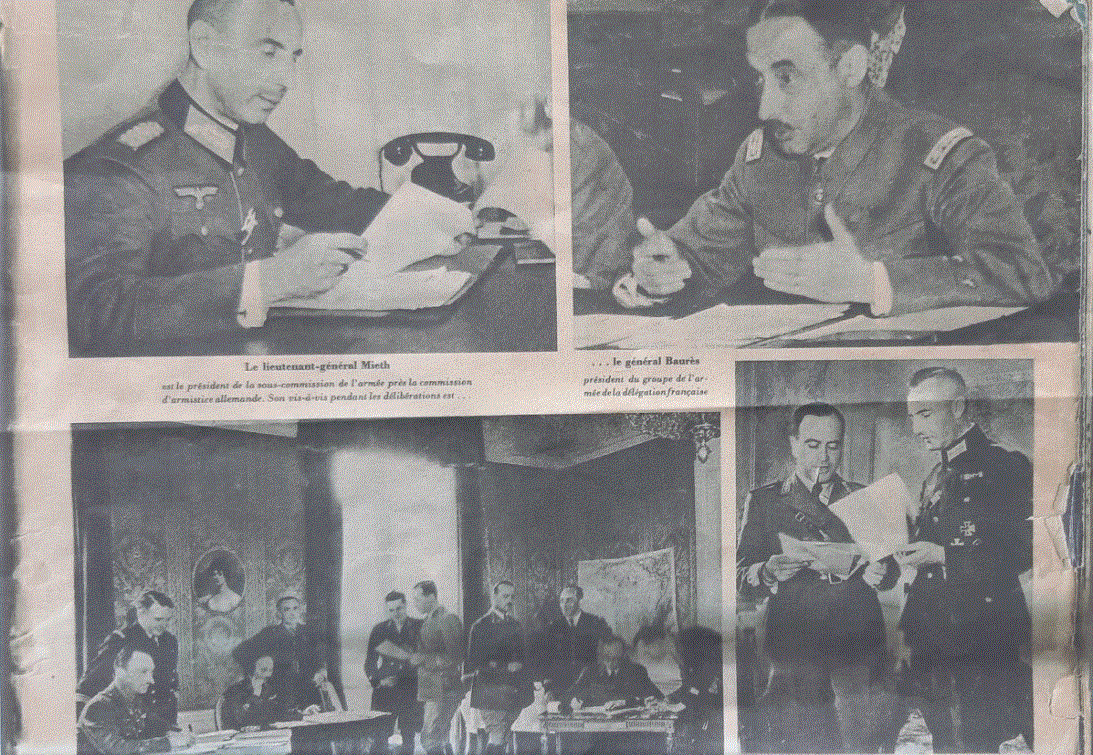
Commission de Wiesbaden

- Jean Berthelot (1897-1985), ingénieur et secrétaire d'État aux Transports et aux Communications dans le gouvernement de Vichy.
- Maurice Couve de Murville (1907-1999), directeur des Finances extérieures du régime de Vichy en septembre 1940, puis ralliera le général Giraud en 1943.
- Paul-André Doyen (1881-1974), général français, commandera plus tard l'armée des Alpes en 1945.
- Charles Huntziger (1888-1941) général puis ministre de la Guerre.
- Jean Bichelonne (1904-1944), futur ministre-secrétaire d'État à la Production industrielle, aux Communications et au Travail[4].
- Pierre-Charles Sérignan (1900-1995) chef d'escadron en gendarmerie responsable des gendarmes en zone occupée.
- Georges Journois (1896-1944), alors commandant qui y séjourne du 29 juin 1940 au 17 septembre 1940.
- Paul Beynet (1883-1969), général, chef de la délégation française de septembre 1941 à février 1942[5].

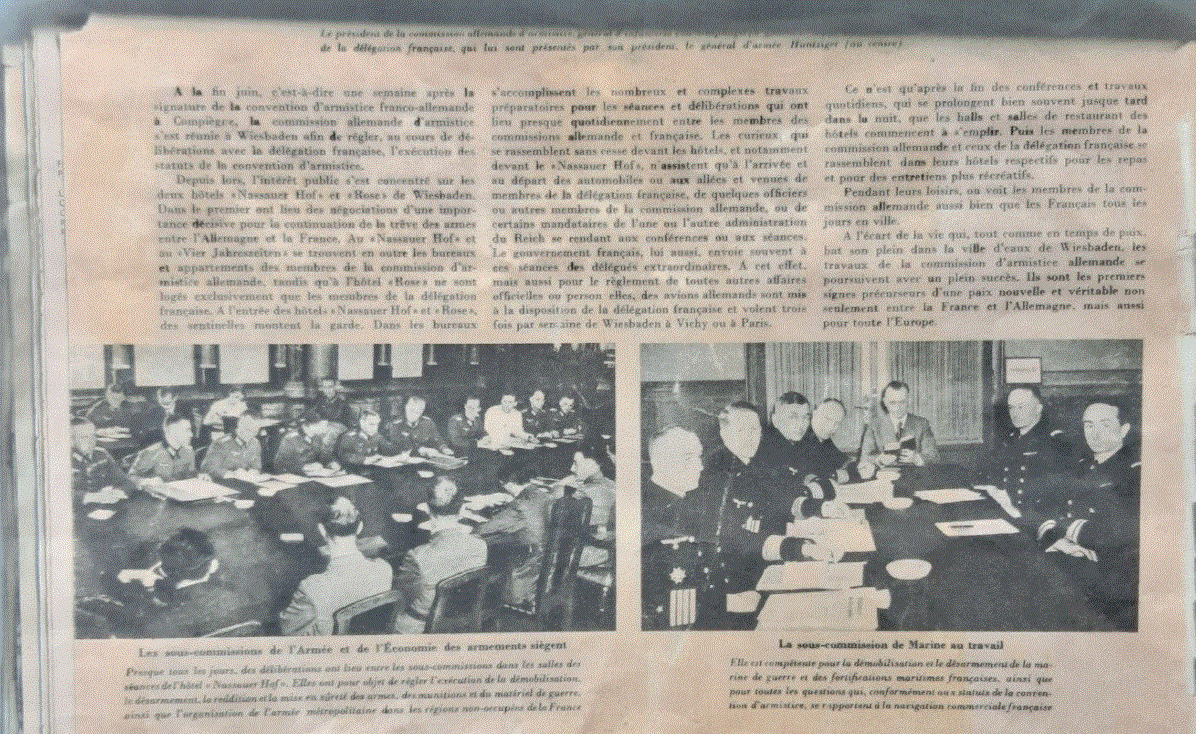
Commission de Wiesbaden

- Commission de WiesbadenHenri Baurès (1889-1957), général français, représentant les armées de terre.